# Lorenz Brentano
Lorenz Brentano, född 4 november 1813 i Mannheim, död 17 september 1891 i Chicago, var en tysk revolutionär, sedermera amerikansk politiker.
Brentano deltog ivrigt i 1848 års revolutionsrörelse som medlem av badensiska andra kammaren och Frankfurtparlamentet. Efter storhertigens flykt blev han i maj 1849 ordförande i Badens provisoriska regering, flydde i juni samma år till Schweiz och 1850 därifrån till USA, där han slog sig ned som farmare i Michigan.
År 1859 blev han advokat i Chicago, var 1860-67 redaktör för den republikanska "Illinois Staatszeitung", invaldes 1862 i delstaten Illinois lagstiftande församling och var 1872-76 amerikansk konsul i Dresden. Han var 1876-79 en av Illinois ledamöter i USA:s representanthus, drog sig sedan tillbaka från det politiska livet och sysslade under sina sista år med historiskt och juridiskt författarskap.